# گراف دوری

نمونه‌ای از گراف دوری با شش رأس

در نظریه گراف، گراف دوری (به انگلیسی: cycle graph) به گرافی که متشکل از یک دور باشد گفته می‌شود، یا به عبارت دیگر تعدادی رأس که به صورت زنجیری به یکدیگر متصل شده‌اند. گراف با {\displaystyle n} رأس با نماد {\displaystyle C_{n}} نشان داده می‌شود. گراف دوری گرافی همبند بوده که درجه هر رأس آن دو بوده می‌باشد. تعداد رأس‌ها و یال‌های این گراف نیز برابر می‌باشد.

## خواص
- گراف همبند است.
- گراف دو-منتظم است.
- همواره سه رنگ پذیر است؛ اگر تعداد رأس‌هایش زوج باشد دو رنگ پذیر و دوبخشی است.
- گراف اویلری است.
- گراف همیلتونی است.